# Além Paraíba
Além Paraíba là một đô thị thuộc bang Minas Gerais, Brasil. Đô thị này có diện tích 511,199 km², dân số năm 2007 là 33495 người, mật độ 69,6 người/km².